# Cypria curvifurcata
Cypria curvifurcata är en kräftdjursart som beskrevs av Walter Klie 1923. Cypria curvifurcata ingår i släktet Cypria och familjen Cyprididae. Inga underarter finns listade i Catalogue of Life.